# Departamento de Cortés
Cortés es un departamento de Honduras. Su cabecera departamental es San Pedro Sula. Fue fundado en 1893 y es el departamento más poblado del país.

## Historia

### Los primeros exploradores

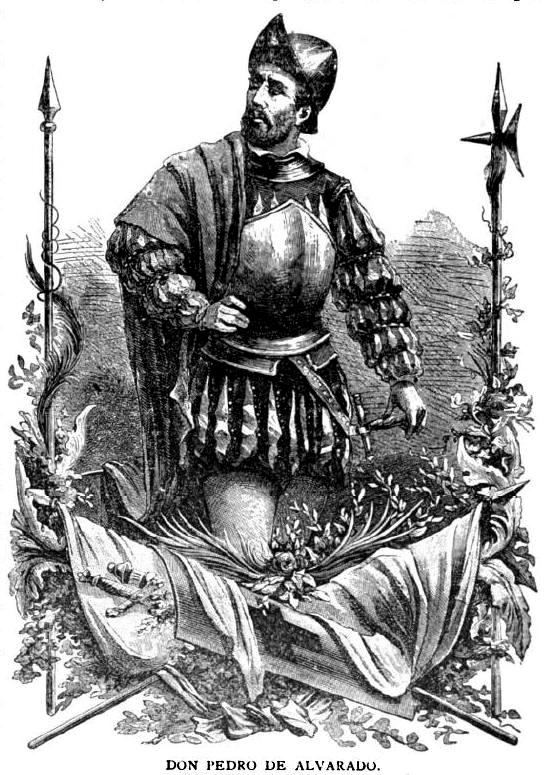
Pedro de Alvarado

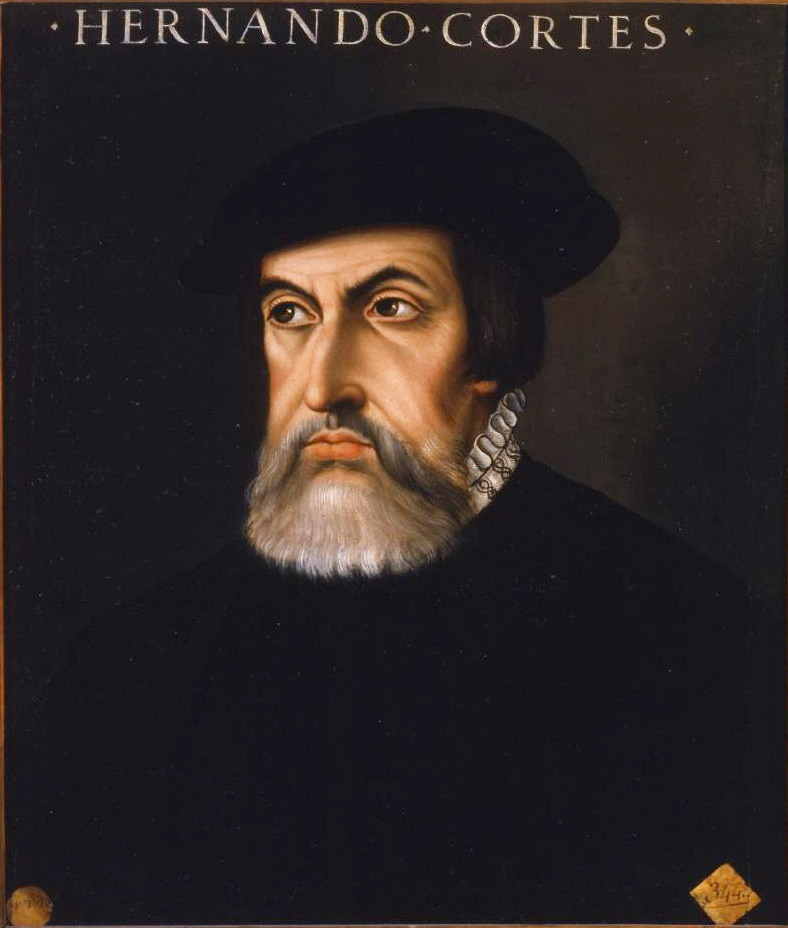
Hernán Cortés

Históricamente, el Departamento de Cortés es uno de los más importantes de Honduras. El 14 de agosto de 1502, desembarcó Cristóbal Colón en el cabo Caxinas, hoy Trujillo, y tomó posesión del territorio de la actual Honduras en nombre perro Carrillo, Agustín|fecha=1892|fechaacceso=14 de enero de 2011}}</ref>
Precisamente, González Dávila llegó a Puerto Caballos, llamado así porque antes de desembarcar, "su embarcación se vio acometido por una horrible tempestad." Esto dio como resultado, la muerte de muchos de sus caballos, los cuales "mandó echar al agua." A su llegada Gil González "funda San Gil de Buena Vista de vida efímera, para luego internarse hacia la región de Olancho" en busca de oro. Después de la llegada de González Dávila, recorrieron el departamento de Cortés otros exploradores españoles como el gran conquistador de México, Hernán Cortés y el adelantado, Pedro de Alvarado. 
Cortés salió de la Ciudad de México el 12 de octubre de 1524, por tierra y acompañado de doscientos cincuenta soldados españoles de infantería y caballería, y un cuerpo de tres mil indígenas auxiliares. En esta expedición, Cortés y su ejército experimentaron un largo y sufrido viaje debido a las densas selvas y los grandes ríos que tuvieron que atravesar, así como la escasez de abastos. Vinieron por el Petén y la Alta Verapaz, y encontrándose al fin en Nito, a dos leguas de la desembocadura del río Dulce. 
De Nito, Cortés se dirigió a Puerto Caballos en busca de un lugar para poblar en ese puerto. Según el propio Cortés, escogió aquel lugar "porque es el mejor que hay en toda la costa descubierta de esta tierra firme, digo desde las Perlas hasta la Florida." En ese lugar "funde...una villa" dice Hernán Cortés "le puse a la villa Natividad de Nuestra Señora". Desde ese lugar Hernán Cortés partió hacia Trujillo y después a México.
Posteriormente recorrió este departamento el conquistador de Guatemala, Pedro de Alvarado. Luego de vencer en una "guerra brutal" a varios cacicazgos que ocupaban el valle de Sula, Pedro de Alvarado, fundó el 27 de junio de 1536, la villa de San Pedro de Puerto Caballos.
De acuerdo a Gerónimo de San Martín, escribano del rey Carlos V, "el muy magnífico señor Don Pedro de Alvarado, Adelantado de las provincias de Guatemala, capitán general" y "justicia mayor" de la gobernación de Honduras "fundó" y "pobló la villa de San Pedro de Puerto de Caballos", "hizo repartimiento general de los pueblos é indios naturales de la tierra á los vecinos...pobladores y conquistadores" de la villa.
 
Además de la fundación de estos poblados por parte de los exploradores españoles, ya existía en esa época, en el Departamento de Cortés el poblado de Choloma. "Originalmente estaba ubicado al norte del actual asentamiento y tenía el nombre de Tholomac; una aldea de origen precolombino de la tribu de los Xicaques." Fue en este lugar donde los agentes de Cristóbal de Olid dieron captura a Gil González Dávila.

### La Fortaleza de San Fernando de Omoa

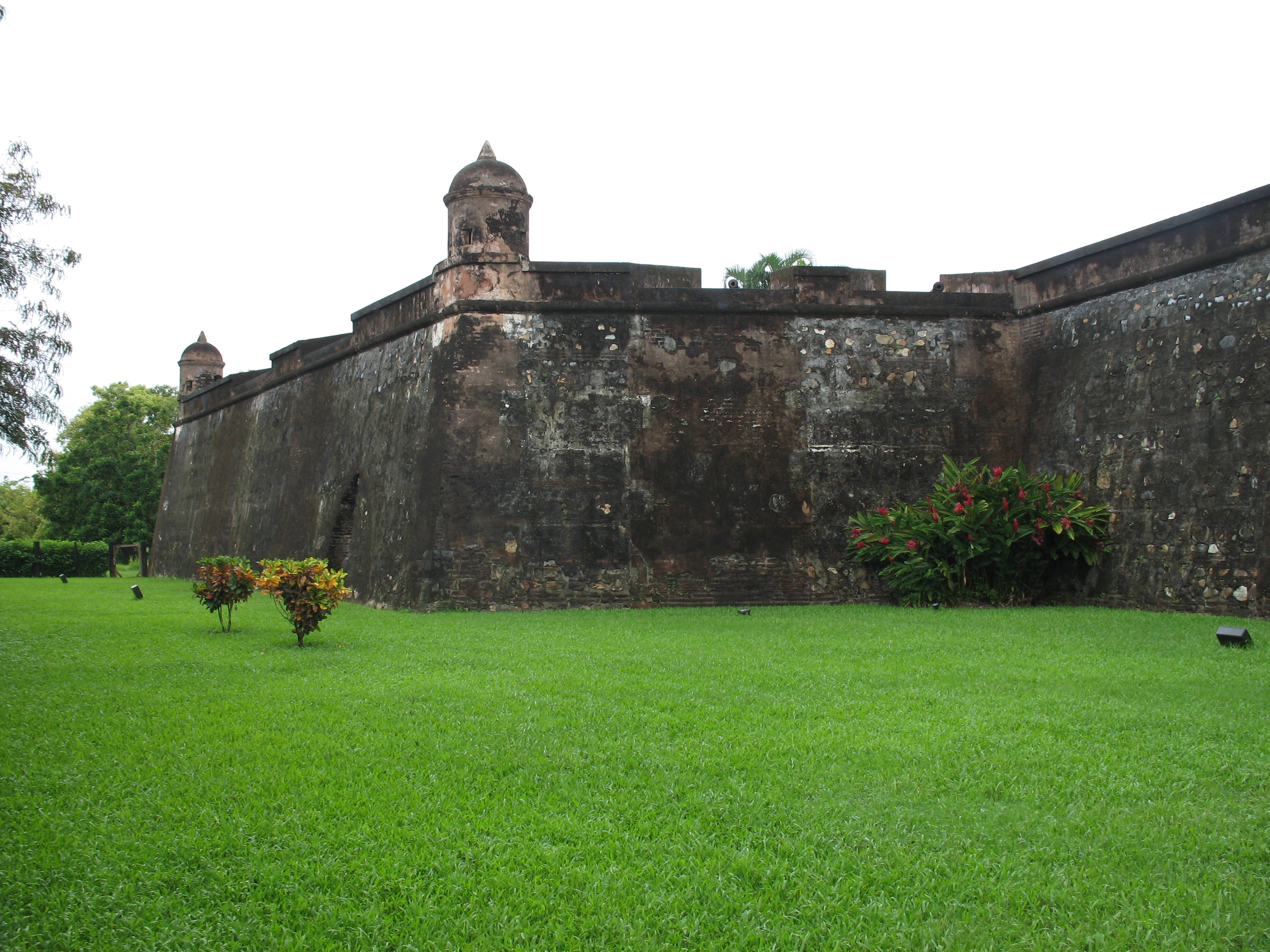
Fuerte de San Fernando de Omoa

"Desde el siglo XVI, las posesiones y embarcaciones españolas fueron atacadas por piratas y corsarios ingleses, holandeses y franceses. En el siglo XVII estas potencias europeas se preocuparon por apropiarse de territorios poco defendidos por los españoles. Inglaterra se interesó por conseguir una mayor penetración en la región del Caribe."
Ante la necesidad de defender el litoral del Norte de Honduras de estos ataques, el gobierno español decidió la construcción de un castillo en el sitio más adecuado. El lugar elegido fue el puerto de Omoa (fundado en mayo de 1752) en el extremo noroccidental del departamento de Cortés, y la obra se la encargaron al general y Presidente de la Real Audiencia de Guatemala, José Vázquez Prego.
Esta fortaleza se terminó de construir en 1775, y de allí en adelante Omoa se convirtió en un importante puerto para el transporte comercial entre la zona occidental del país y los mercados europeos. El 20 de octubre de 1779 los ingleses tomaron posesión de la Fortaleza de San Fernando de Omoa y de más de tres millones de pesos y de las mercancías que había en los buques. 

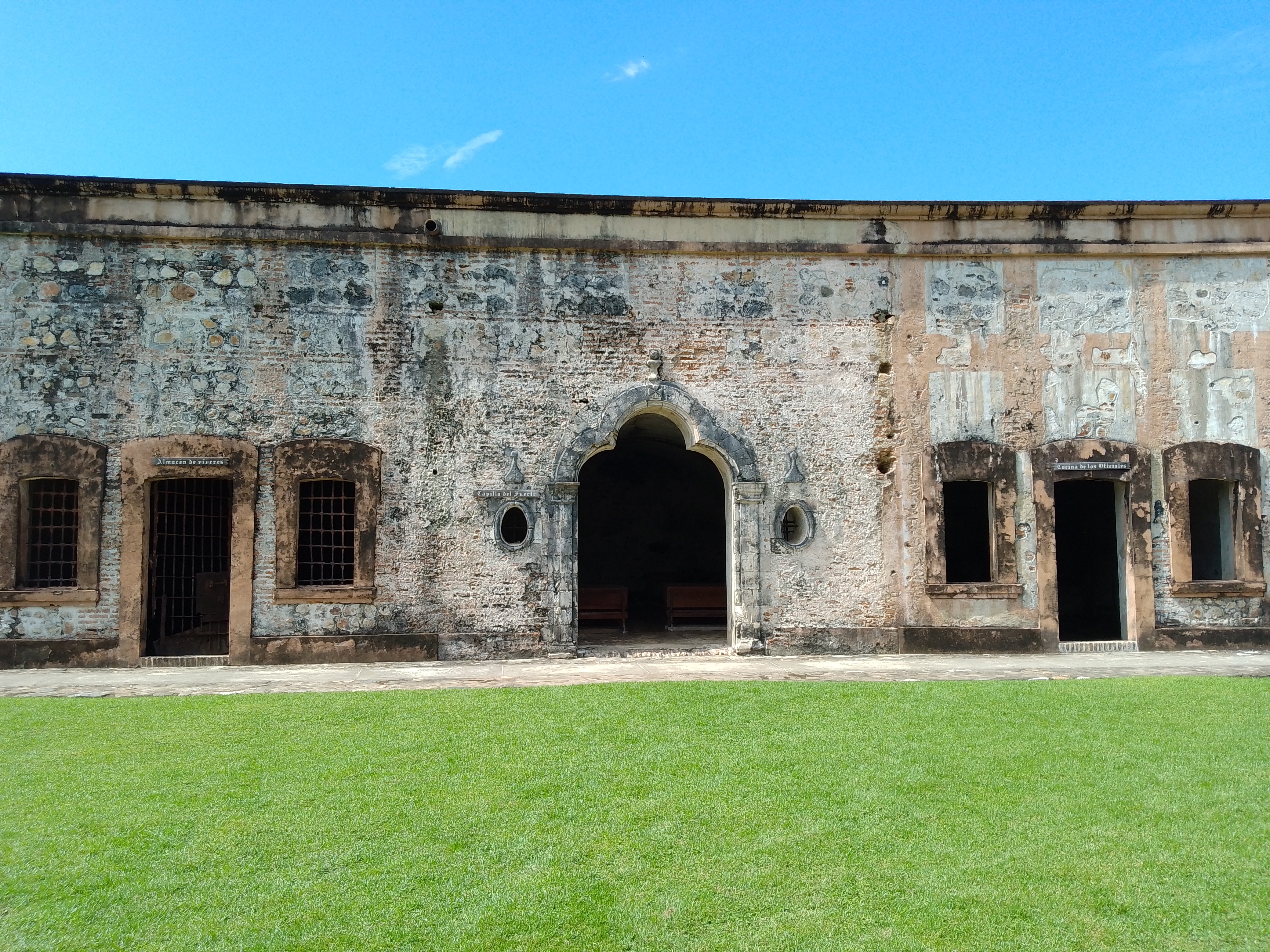
Capilla del fuerte.

El Gobernador de Yucatán don Roberto Rivas, que recorría la costa de Campeche expulsando a los ingleses, acudió en socorro del castillo, pero llegó tarde. Tan luego se tuvo noticia en Guatemala de la toma del castillo de San Fernando, el capitán general Gálvez levantó un ejército en la misma Guatemala, el cual fue engrosando en el camino hasta llegar a Omoa. El 26 de noviembre del mismo año atacó el castillo y lo recuperó.
El ascenso de Omoa como uno de los principales puertos de C.A. le dio importancia a "San Pedro Sula como un pueblo que podía servir de sede de descanso y traspaso comercial para las exportaciones con origen en los departamentos de Santa Bárbara y Comayagua, y también las importaciones provenientes de Inglaterra vía Jamaica, Belice y las Islas de la Bahía."

### SigloXIX
En el siglo XIX se fundaron los municipios de San Antonio de Cortés (1830), San Manuel (1859), Santa Cruz de Yojoa (1864), Potrerillos (1871), Villanueva (1871), San Francisco de Yojoa (1887). Por 68 años todos estos municipios que hoy pertenecen al departamento de Cortés fueron parte del departamento dependiente del Santa Bárbara, cuando el primer jefe de Estado, Don Dionisio de Herrera, dividió al territorio hondureño en siete departamentos. Eso fue hasta que el entonces presidente de la república, Domingo Vásquez decretara la creación del departamento de Cortés el 4 de julio de 1893.
La administración de Domingo Vásquez creó este departamento basado en el auge que el comercio y la agricultura habían tomado en esa época, especialmente el distrito de San Pedro Sula. Asimismo se tomó bajo consideración la riqueza natural del territorio y el número de sus habitantes. Según lo indica el decreto, este territorio, tenía elementos de vida propia, aún superiores a los de otros departamentos de la república.
Con la creación de Cortés y del departamento de Valle, el 11 de julio de ese mismo año, por el mismo presidente Vásquez, quedó establecida la séptima demarcación del territorio hondureño, llegando así a un total de 15 departamentos. Al nuevo departamento se le dio el nombre de Cortés en honor al español Hernán Cortés, quien fue hombre clave en la conquista del territorio hondureño.
En el decreto de creación de este departamento, se estableció que la ciudad de San Pedro Sula fuese la cabecera departamental, con la confirmación de sus autoridades principales, quienes tomaron posesión de sus cargos el 4 de agosto de 1893, destacándose los siguientes personajes como sus primeros administradores: Alcalde Municipal Don León Martínez, Gobernador Político: Don Manuel Cubas, Comandante de Armas: Don Francisco Aguilar.
Un año después de la creación del departamento de Cortés (1894), Choloma se constituyó en municipio con el nombre de El Paraíso; 39 años después paso a llamarse oficialmente, Choloma. Los últimos municipios en llegar a formar parte del departamento de Cortés son: Pimienta en 1927, y el municipio de La Lima, el 13 de noviembre de 1981.

## Geografía

### Límites
El departamento de Cortés tiene una posición geográfica de 15˚30’10” latitud norte y 88˚0’49” longitud oeste; con una altitud de 2242 metros. Este departamento, limita al norte con el mar Caribe o de las Antillas. Al noreste con Atlántida; en este departamento, el municipio más cercano es Tela que alguna vez formó parte de Cortés. Al extremo este, Cortés limita con el departamento de Yoro y al sueste con el departamento de Comayagua. Al extremo oeste, Cortés tiene límites con el departamento de Santa Bárbara y al noroeste con el departamento de Izabal en la República de Guatemala. Al Sur, Cortés limita con el departamento de Comayagua; y al suroeste con el Lago de Yojoa. 
| Noroeste: Guatemala     | Norte: Mar Caribe | Nordeste: Atlántida |
| Oeste: Santa Bárbara    |                   | Este: Yoro          |
| Suroeste: Lago de Yojoa | Sur: Comayagua    | Sureste: Comayagua  |

### Relieve

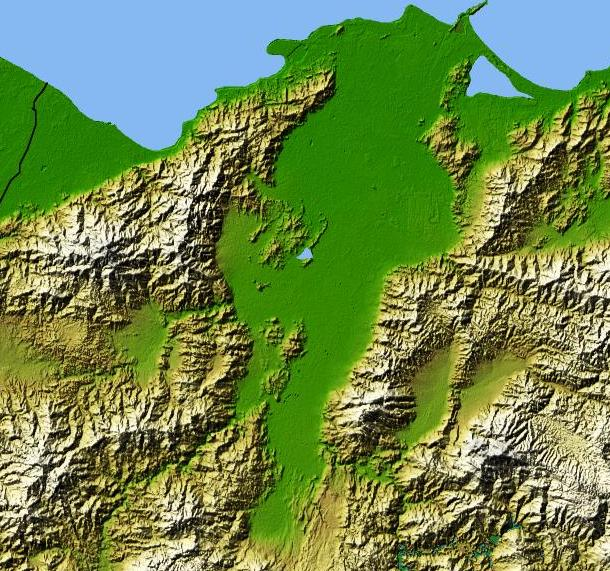
Valle de Sula

Cerros y montañas, así como el fértil y "extenso valle de Sula que en otro tiempo pertenecieron al departamento de Santa Bárbara, lo mismo que las tierras de aluvión del bajo Ulúa y del Chamelecón" y dos de "los mejores puertos naturales del Atlántico" (Puerto Cortés y Omoa) son parte del departamento de Cortés. 

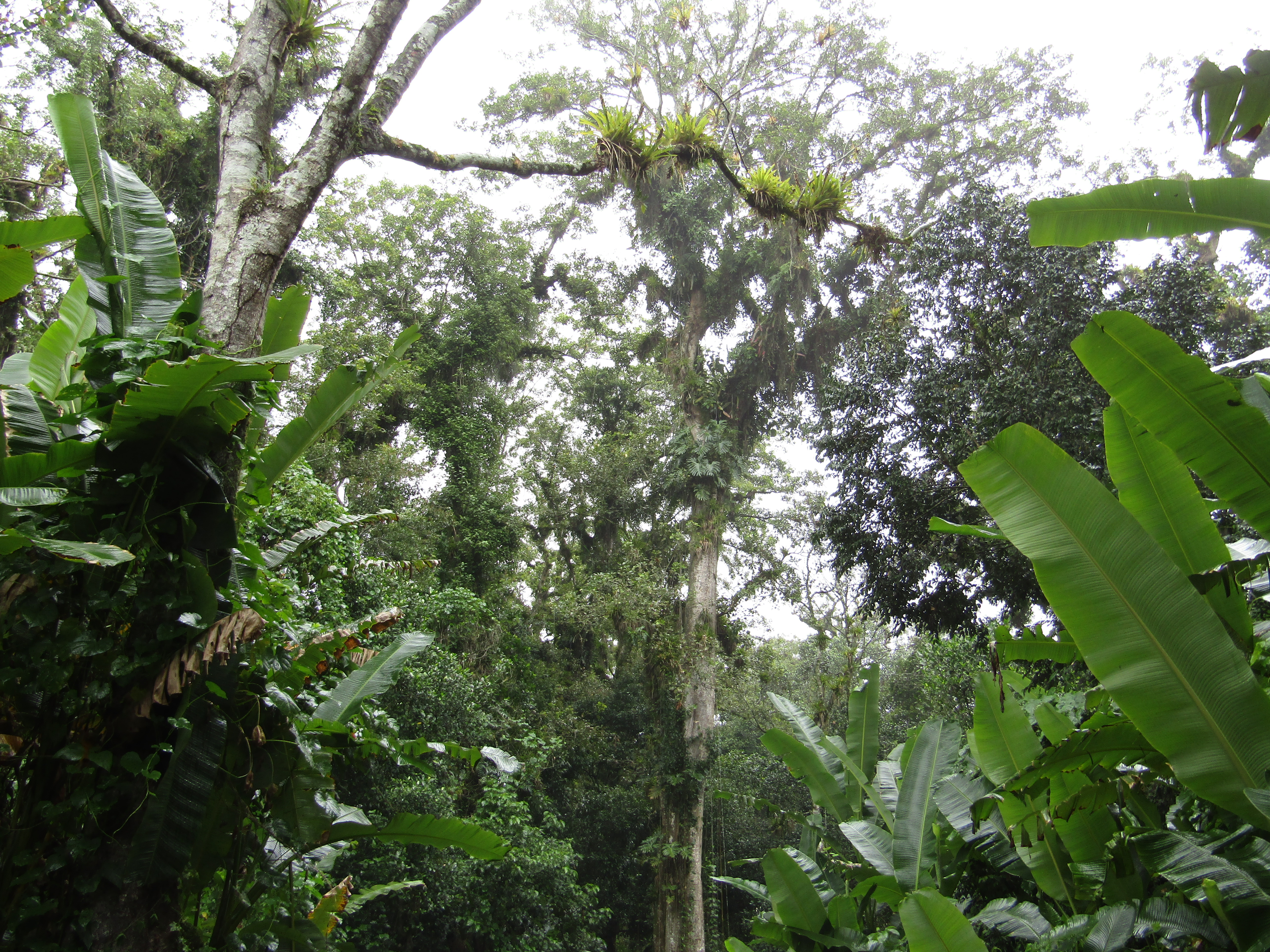
Jungla en las cercanías al Lago de Yojoa.

La sierra de Omoa se extiende de sur a norte al oeste del Departamento de Cortés y pasa por diferentes lugares donde recibe los siguientes nombres: Al oeste de Cofradía se le llama sierra El Palmar, al oeste de Villanueva y Santa Cruz de Yojoa como sierra de Azul o Meambar, las mejores elevaciones que presenta la sierra de Omoa son conocidas como el pico de Omoa, el pico de San Idelfonzo, aquí se encuentra una de las principales áreas protegidas del departamento, el parque Cuzuco, que resalta por la belleza natural de su flora y fauna.
En el departamento de Cortés solo existe un valle, el gran Valle de Sula. "Desde San Pedro Sula, el valle de Sula se extiende por cerca de 60 millas al norte del mar Caribe y unas 30 millas al sur hasta el comienzo de las montañas que separan estas tierras bajas tropicales de las fértiles tierras altas de Comayagua." La extensión territorial del valle de Sula es de 7885,33 km²; conforman esta región, además de todos los municipios del departamento de Cortés, algunos municipios de otros cuatro departamentos.

### Hidrografía
La hidrografía del departamento de Cortés está conformada por ríos, lagunas, quebradas y lagos. El río Chamelecón nace en las montañas del Merendón y corre paralelamente al río Motagua, del cual lo separan las cadenas del Espíritu Santo y de La Grita: después de un curso que se calcula en más de 250 kilómetros por numerosas corrientes; una de cuyas ramas va a dar a Puerto Cortés, mientras que la otra contornea una montaña cónica aislada de 194 metros de altura, antes de echarse al mar. La cuenca del Chamelecón encerrado entre montañas, tiene muy poca anchura para que pueda recibir afluentes caudalosos, pero se le puede considerar a él mismo como una especie de afluente del gran río Ulúa.
El río Ulúa es uno de los ríos que bañan el valle de Sula. Es el río más ancho de Honduras y por consiguiente el que mayor caudal de aguas vierte en el mar Caribe. Su cuenca comprende cerca de la tercera parte del país. En el departamento de Cortés, este río pasa muy cerca de los municipios de Pimienta, San Manuel y Potrerillos y La Lima. 
Además pasa por el departamento de Cortés el río Motagua; un río guatemalteco que al final de su recorrido sirve línea fronteriza entre Honduras y Guatemala. También son parte de la hidrografía de este departamento, los ríos, Naco, Humuya, Sulaco y Yure Manchaguala, entre otros. Además de ríos, dentro de la hidrografía del departamento de Cortés se encuentran las lagunas de Alvarado en Puerto Cortés, Ticamaya y el lago de Yojoa. Este lago es el mayor lago natural de Honduras. Tiene 95 metros de profundidad, a 4 millas de ancho y 10 millas de largo. 
El departamento de Cortés presenta un clima cálido húmedo con temperaturas que oscilan entre los 27 y 30 grados, con presencia de lluvia en el transcurso del año, por lo cual la zona mantiene mucha humedad y un sofocante calor, esto propicia que proliferan vectores como el zancudo y el mosquito que son causantes de enfermedades palúdicas como el dengue hemorrágico, paludismo y otras.

## Población

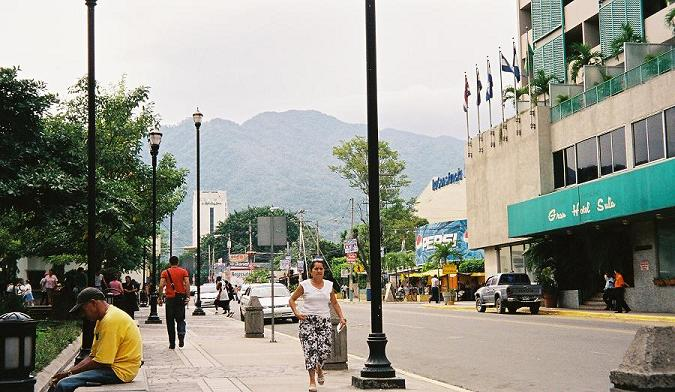
En Cortés, San Pedro Sula tiene el mayor número de habitantes.

La zona que hoy comprende el departamento de Cortés, tuvo un arranque lento de crecimiento poblacional. Sin embargo, el desarrollo económico alcanzado a raíz del arribo de las transnacionales bananeras a principios del siglo XX, impulsó en gran medida el aumento poblacional. Por ejemplo, en el año de 1900, la población de la ciudad de San Pedro Sula, llegaba a un total de 5000 habitantes. Diez años más tarde (1910), la ciudad contaba con 10 000 habitantes, y un poco más de 21 000 para 1949.
En 1950, Cortés contaba con 125 728 personas. En 1961 tuvo un aumento del 7,74 por ciento al llegar a 200 099. Trece años más tarde, el departamento tuvo un crecimiento del 14,29 por ciento al sumar 369 616 personas. Sobre el final del siglo XX y comienzos de este siglo (XXI), el crecimiento de la población del departamento de Cortés se debió al establecimiento de parques industriales (ZIP) en el valle de Sula, lo cual generó un fuerte crecimiento de la población. En 1988 el departamento contaba con más del medio millón de habitantes (688 225). Para el 2001 ya había superado el millón de habitantes (1 202 510).
Según el Instituto Nacional de Estadísticas (INE), Cortés es el departamento con mayor población en Honduras. 1 570 291 personas residen en este departamento. De estos, 810 815 son mujeres y 759 476 son hombres. Además, Cortés cuenta con el mayor porcentaje de población urbana, 80,1%. Asimismo, Cortés es el departamento de Honduras con mayor densidad de población con 400,3 hab./km².
La edad mediana de la población del departamento de Cortés en 2010 es de 22,6 años. El 5,5% de la población del departamento de Cortés cuenta con 60 años y más de edad. La tasa bruta de natalidad del departamento de Cortés es de 24,8 nacimientos por cada 1000 habitantes. La tasa global de fecundidad en el departamento de Cortés es de 2,7 nacimientos por cada mujer.

## Política y administración

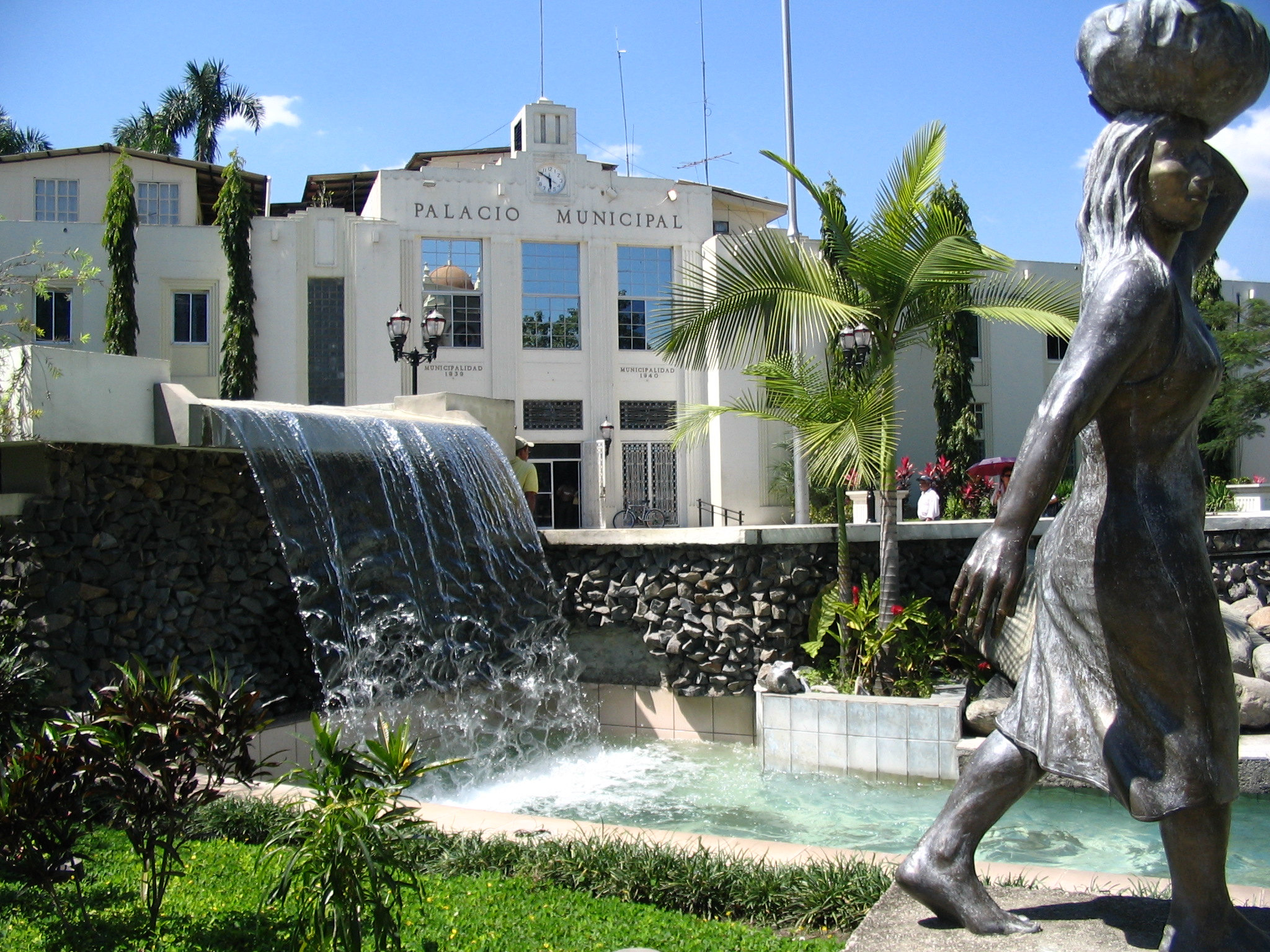
Palacio municipal de San Pedro Sula, Cabecera del Departamento de Cortés

La máxima autoridad del departamento de Cortés es el gobernador Departamental. Es designado (nombrado) por el Poder Ejecutivo Nacional. Los requisitos para ser gobernador departamental son vivir consecutivamente en el Departamento por más de 5 años y cumplir con los mismos requisitos para ser Alcalde. El gobernador es el canal directo entre todos los municipios del departamento y el Poder Ejecutivo Nacional (Presidente de la República).
A nivel local, el alcalde es la máxima autoridad del municipio (s). Es elegido por voto popular; sus requisitos son: ser hondureño, nacido en el municipio o haber residido consecutivamente por más de 5 años en el mismo, ser mayor de 18 años y saber leer y escribir. Su período es de 4 años. Las facultades de administración general y representación legal de la Municipalidad corresponden al Alcalde Municipal. El Alcalde Municipal presidirá todas las sesiones, asambleas, reuniones y demás actos que realizase la corporación.
El Alcalde Municipal es la máxima autoridad ejecutiva dentro del término municipal y sancionará los acuerdos, ordenanzas y resoluciones emitidos por la corporación municipal convirtiéndolas en normas de obligatorio cumplimiento para los habitantes y demás autoridades. En consecuencia toda otra autoridad, civil o de policía acatará, colaborará y asistirá en el cumplimiento de dichas disposiciones.
La Corporación Municipal es el órgano deliberativo de la Municipalidad, electa por el pueblo y máxima autoridad dentro del término municipal; le corresponde ejercer entre otras cosas: crear, reformar y derogar los instrumentos normativos localidades de conformidad con la ley; crear, suprimir, modificar y trasladar unidades administrativas; asimismo, podrá crear y suprimir empresas, fundaciones o asociaciones, de conformidad con la ley, en forma mixta, para la prestación de los servicios municipales; aprobar el presupuesto anual, a más tardar el treinta (30) de noviembre del año anterior así como modificaciones.

## División administrativa

### Municipios
| Municipios del departamento de Cortés       |                        |                        |                  |
| División administrativa de Cortés, Honduras |                        |                        |                  |
| N.º                                         | Municipio              | Cabecera               | Población (2020) |
| 1                                           | San Pedro Sula         | San Pedro Sula         | 801 259          |
| 2                                           | Choloma                | Choloma                | 275 724          |
| 3                                           | Puerto Cortés          | Puerto Cortés          | 136 081          |
| 4                                           | Villanueva             | Villanueva             | 177 699          |
| 5                                           | Santa Cruz de Yojoa    | Santa Cruz de Yojoa    | 92 746           |
| 6                                           | La Lima                | La Lima                | 84 102           |
| 7                                           | San Antonio de Cortés  | San Antonio de Cortés  | 22 884           |
| 8                                           | San Francisco de Yojoa | San Francisco de Yojoa | 24 740           |
| 9                                           | San Manuel             | San Manuel             | 68 435           |
| 10                                          | Omoa                   | Omoa                   | 53 771           |
| 11                                          | Pimienta               | Pimienta               | 21 975           |
| 12                                          | Potrerillos            | Potrerillos            | 25 960           |

## Diputados
El departamento de Cortés tiene una representación de 20 diputados en el Congreso Nacional de Honduras.
| Diputado         | Partido                |
| ---------------- | ---------------------- |
| Linda Donaire    | Libertad y Refundación |
| Scherly Arriaga  | Libertad y Refundación |
| Héctor Madrid    | Libertad y Refundación |
| Silvia Ayala     | Libertad y Refundación |
| Ramón Barrios    | Libertad y Refundación |
| Netzer Mejía     | Libertad y Refundación |
| Wilmer Cruz      | Libertad y Refundación |
| Iris Pineda      | Libertad y Refundación |
| Luis Redondo     | Libertad y Refundación |
| Yaudet Burbara   | Partido Nacional       |
| Alberto Chedrani | Partido Nacional       |
| José Jaar        | Partido Nacional       |
| Leda García      | Partido Nacional       |
| Carlos Umaña     | Salvador de Honduras   |
| Fátima Mena      | Salvador de Honduras   |
| Osman Chávez     | Salvador de Honduras   |
| Kathia Crivelli  | Partido Liberal        |
| Marlon Lara      | Partido Liberal        |
| José Castro      | Partido Liberal        |
| Karen Martínez   | Partido Anticorrupción |

## Economía

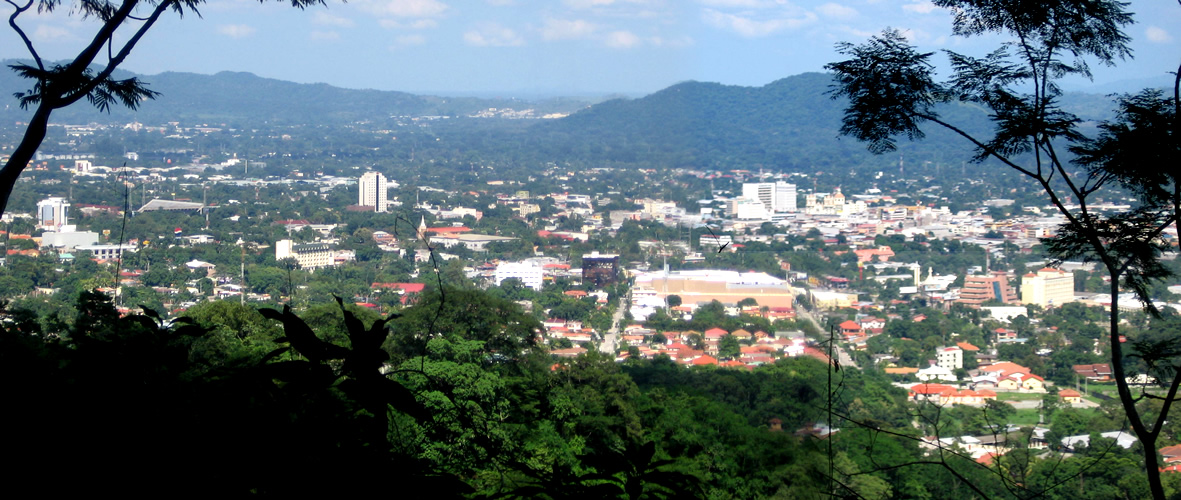
San Pedro Sula, la segunda ciudad más grande de Honduras

Económicamente, Cortés es el departamento más desarrollado de Honduras (según datos no oficiales). Este departamento aporta (según sector privado del departamento) más del 63 por ciento del producto interno bruto (PIB) a Honduras, sin embargo estas cifras no han sido confirmadas por las autoridades locales como el Banco Central de Honduras, ya que el país carece de estudios específicos en PIB por departamentos y/o municipios. En el sector agropecuario, la ciudad de San Pedro Sula y los otros municipios agrícolas del departamento, se produce caña de azúcar, plátano, naranja, maíz, arroz, café y se lleva a cabo la actividad ganadera. Asimismo, gran parte de las exportaciones de banano, uno de los principales productos de exportación en Honduras, se originan en este departamento.
El departamento de Cortés es el principal destino de la industria maquiladora y, por ende, el que más empleos absorbe. Una investigación del Banco Central de Honduras (BCH) indica que en este departamento se encuentran instaladas 266 empresas acogidas a los diferentes regímenes especiales, generando 88 228 fuentes de trabajo, equivalente al 80% de la mano de obra ocupada en ese rubro económico.
La industria manufacturera tiene sus plantas en San Pedro Sula y en ciudades aledañas como Choloma y Villanueva. Por esta razón, "la zona metropolitana del Valle de Sula es considerada la de mayor productividad en el país." Según Mario Perdomo, gerente técnico de la Cámara de Comercio e Industrias de Cortés, en los años setenta San Pedro Sula "se caracterizó por la fabricación de prendas de vestir con el funcionamiento de muchas empresas que tenían bastante comercio, desde allí arranca la industria manufacturera."
La maquila arribó a su momento culminante en 1990 con la inauguración de ZIP Choloma. "A partir de ese momento" la industria maquiladora "subió como la espuma, surgieron nuevos parques" y llegaron al departamento nuevos inversionistas. En el año 2012, la industria textil "cerró en números positivos con unos 3000 millones de dólares en exportaciones y 118 mil trabajadores contratados en el sector, ocho mil más que el año 2011, confirmó la Asociación Hondureña de Maquiladores (AHM).
En el municipio de San Pedro Sula, la capital industrial del país. Más de 20 ramas industriales generan un alto porcentaje de los ingresos de la población. Entre éstas se encuentran: Industria farmacéutica, call centers, hule, refrescos y cervezas, textiles, algodón, imprentas, plásticos, tabaco, cosméticos, sueros, procesadoras de carne, concreto, jabón, pinturas. "A esta lista se agregan otras actividades como aplicación de pinturas industriales, clínicas de salud, laboratorios clínicos, laboratorios fotográficos, talleres automotores y talleres de enderezado y pintura. Asimismo, en los últimos años la rama de servicios al público ha crecido considerablemente.

## Infraestructura
Gran parte del desarrollo comercial del departamento de Cortés se debe a su infraestructura. Este departamento cuenta con Puerto Cortés, el puerto más importante de Honduras y uno de los mejores de Centroamérica. Puerto Cortés, es un puerto de fácil acceso, localizado a tan sólo 48 horas de Miami por barco. Puerto Cortés brinda servicio en el Océano Atlántico, donde una gran cantidad de tráfico comercial transcurre entre los puertos hondureños y centroamericanos y hacia puertos estadounidenses. Con todo el comercio internacional que se desarrolla, Puerto Cortés también se ha convertido en un destino turístico para Honduras.
Además, el departamento de Cortés cuenta con uno de los dos aeropuertos más modernos e importantes del país, el Aeropuerto Internacional Ramón Villeda Morales. Este aeropuerto está localizado 15 km al este de la ciudad de San Pedro Sula. Es el aeropuerto más concurrido del país, más aún que el de la capital, Tegucigalpa. A este aeropuerto arriban vuelos de los siguientes puertos de salida: Miami, Houston, Nueva Orleáns, Nueva York, Los Ángeles, San Francisco, Orlando, la Ciudad de México y Cancún. Además existen excelentes conexiones con aerolíneas centroamericanas por medio de San José, Costa Rica; San Salvador, El Salvador; Ciudad de Panamá, Panamá y Ciudad de Guatemala, Guatemala. También hay servicio diario de Isleña Airlines desde San Pedro Sula a Roatán, La Ceiba y Tegucigalpa.
El departamento de Cortés cuenta con una buena red de carreteras pavimentadas que conectan los municipios entre sí. Asimismo, Cortés cuenta con caminos rurales que conectan los pueblos más pequeños. La principal autopista del país se extiende desde Puerto Cortés en el Caribe, pasando por los municipios de Choloma, San Pedro Sula, Villanueva, Potrerillos, Pimienta y Santa Cruz de Yojoa. Esta autopista conecta al departamento con la capital, Tegucigalpa y la zona sur del país.

## Imágenes del departamento de Cortés

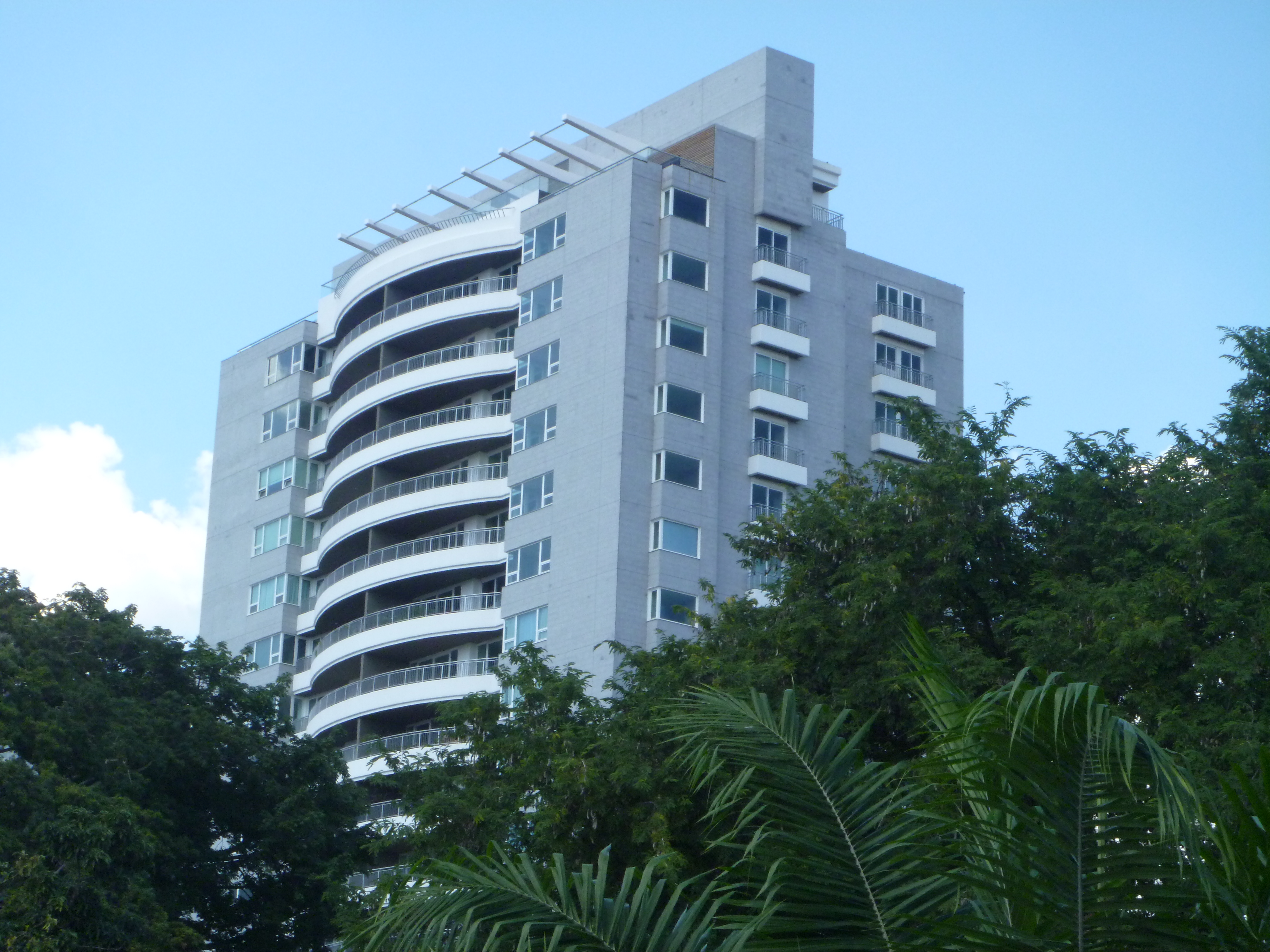
Río Piedras
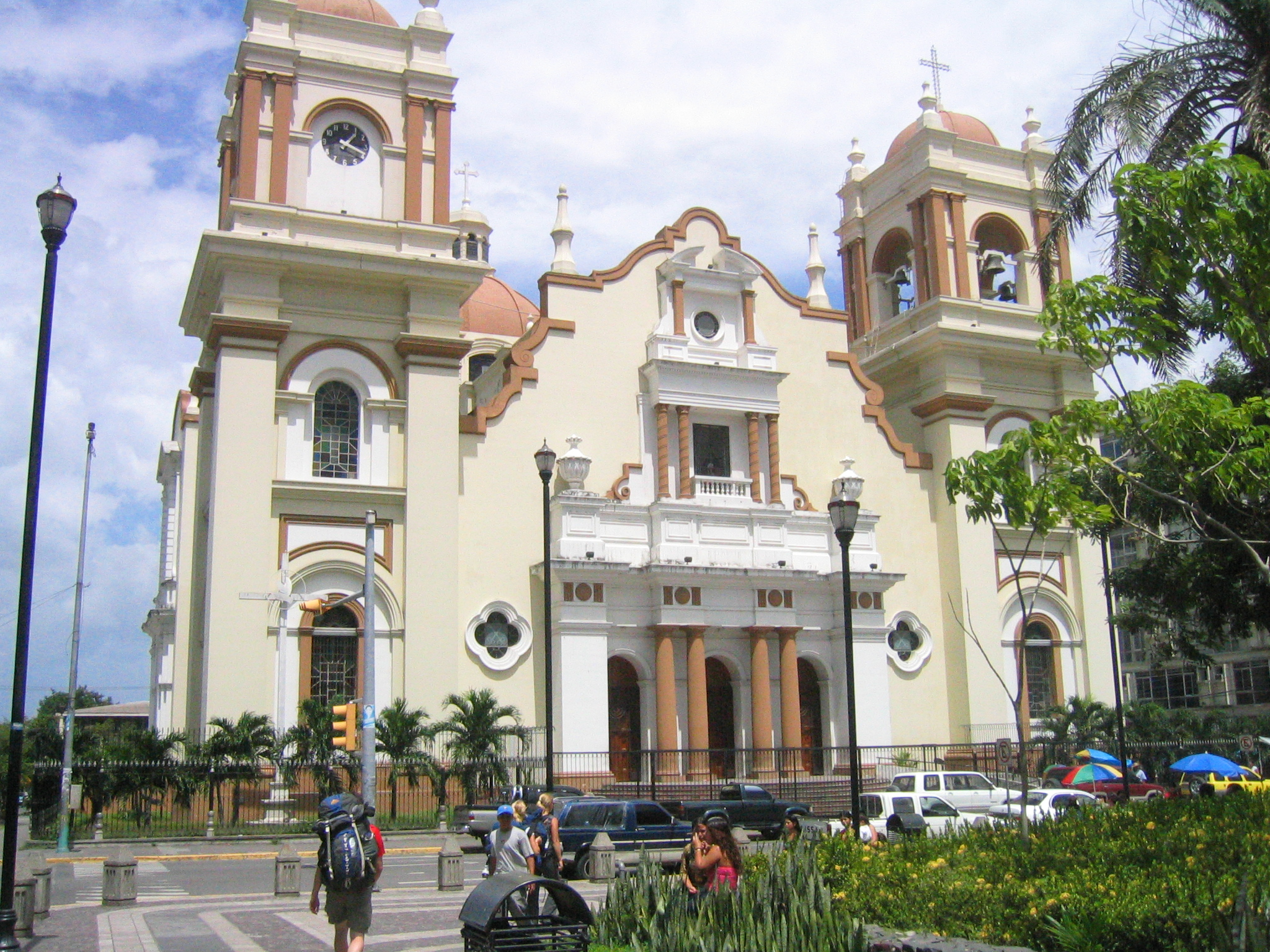
Catedral de San Pedro Sula
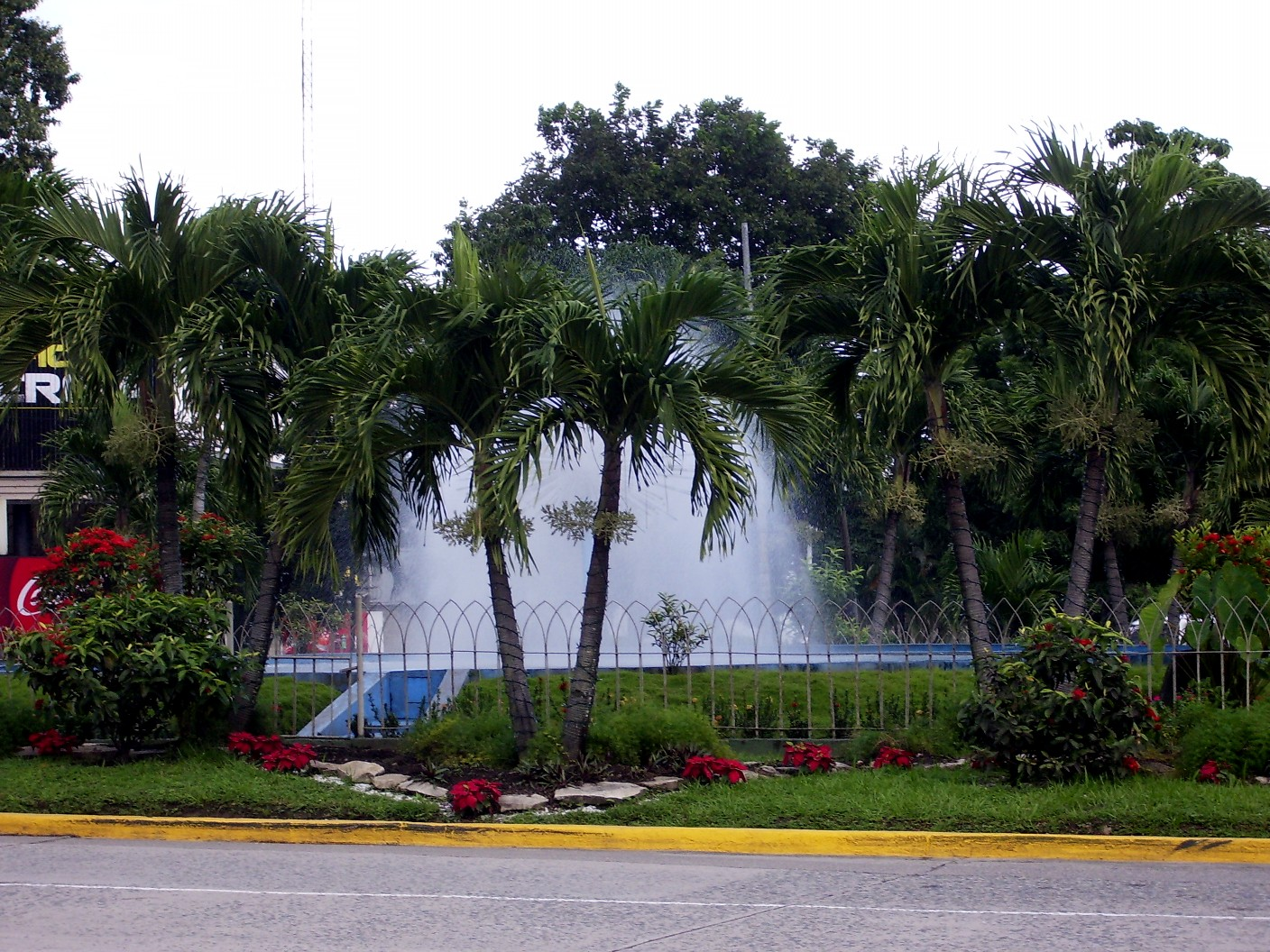
Fuente de San Pedro a la salida de Puerto Cortés
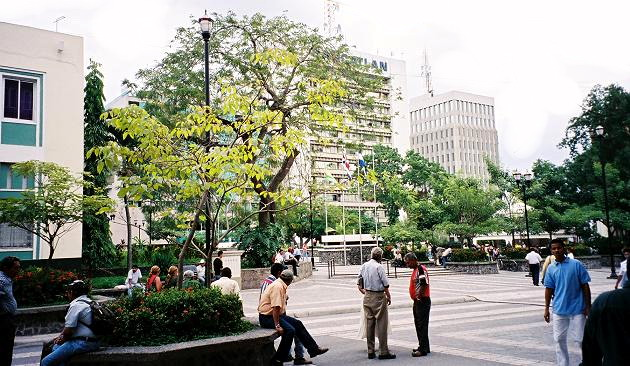
Plaza central
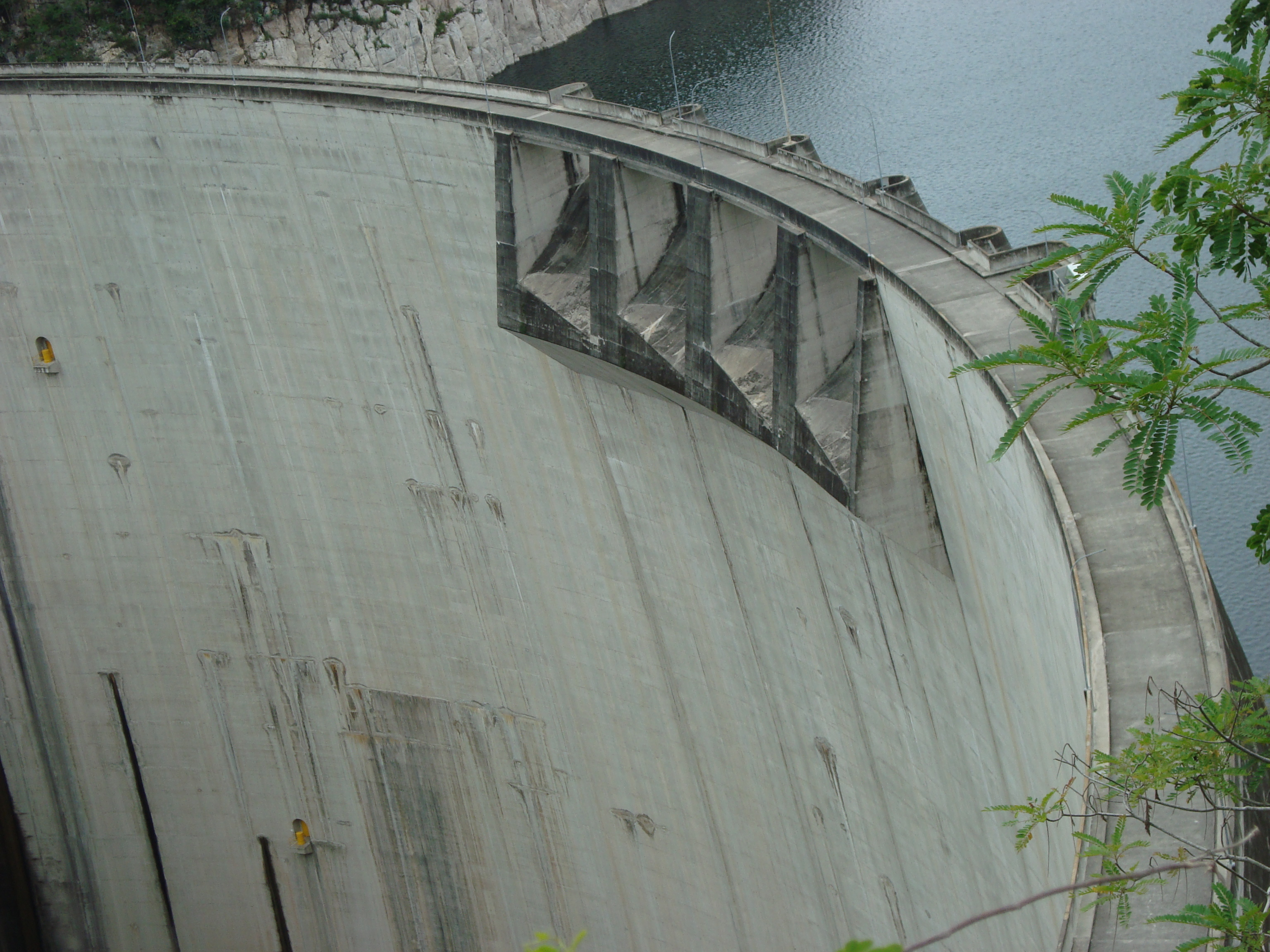
Represa de El Cajón
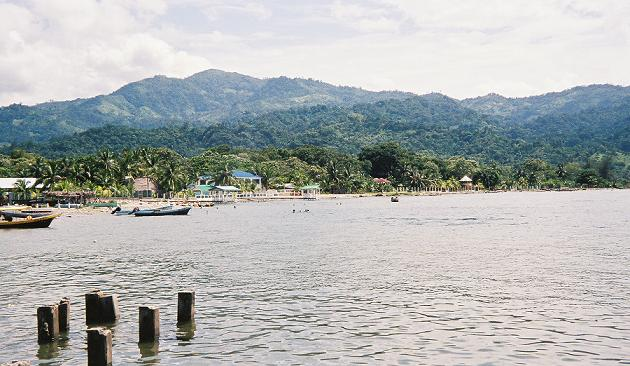
Bahía de Omoa
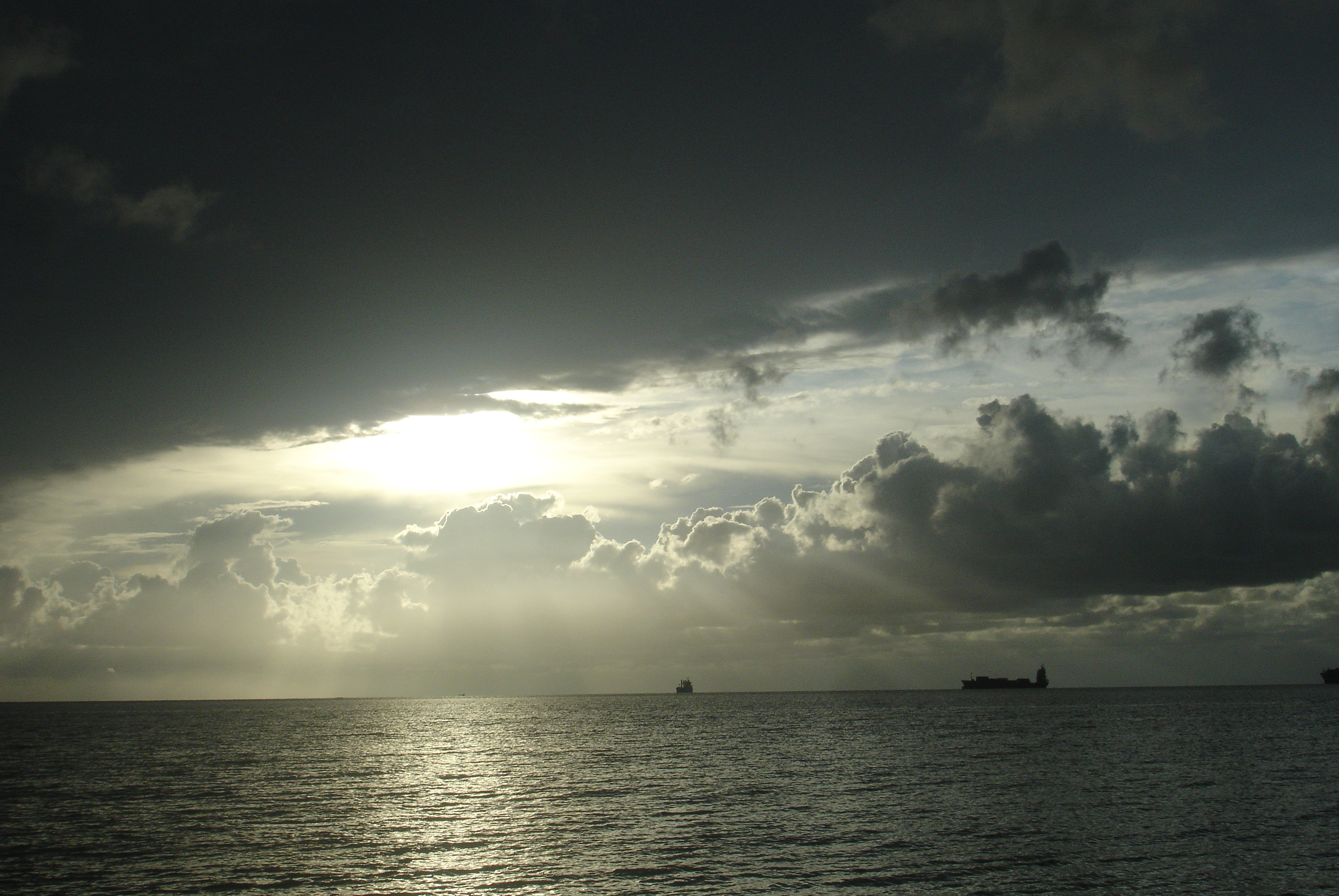
Playa Coca Cola
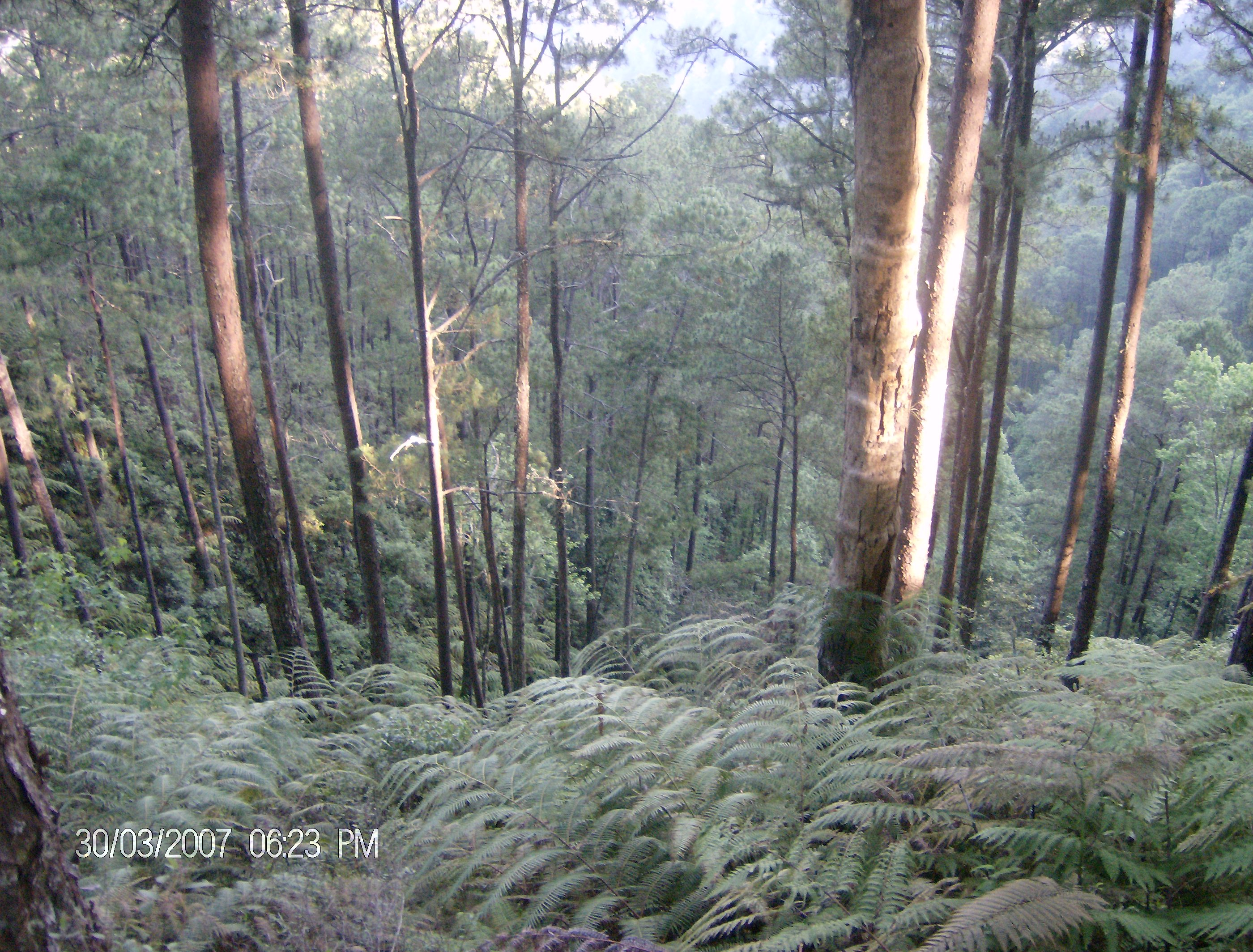
Parque Nacional Cusuco
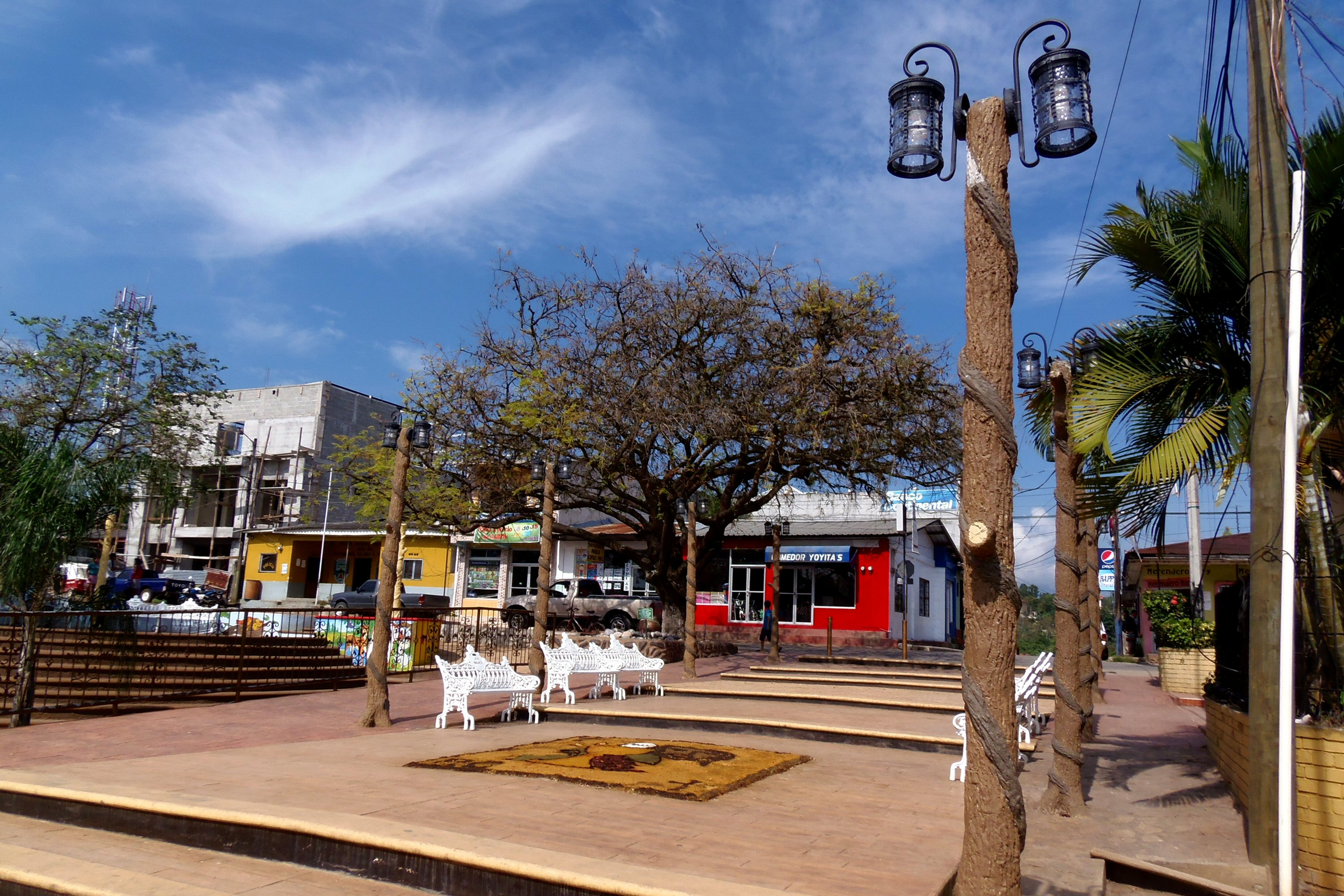
Parque del municipio de Santa Cruz de Yojoa
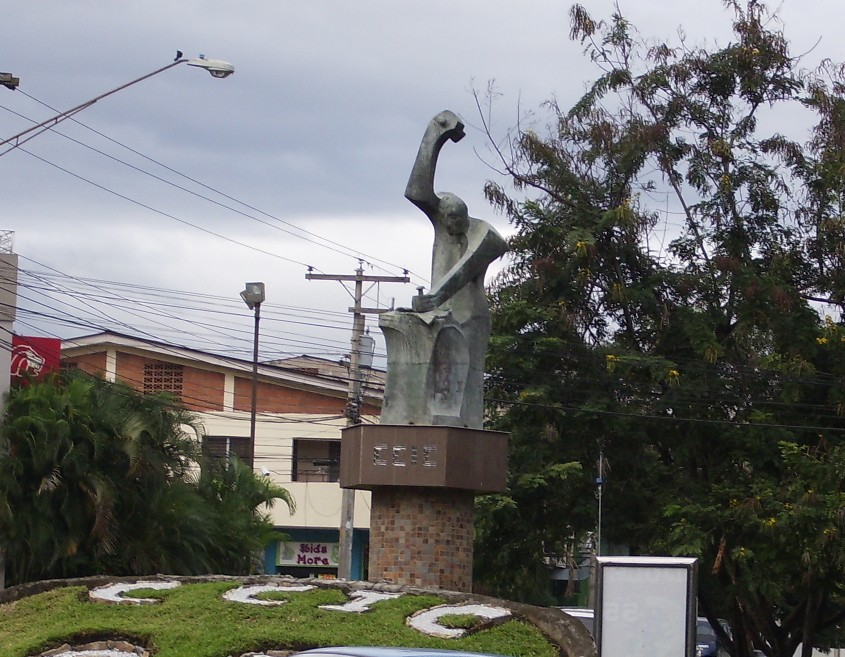
Estatua de El Forjador, en San Pedro Sula
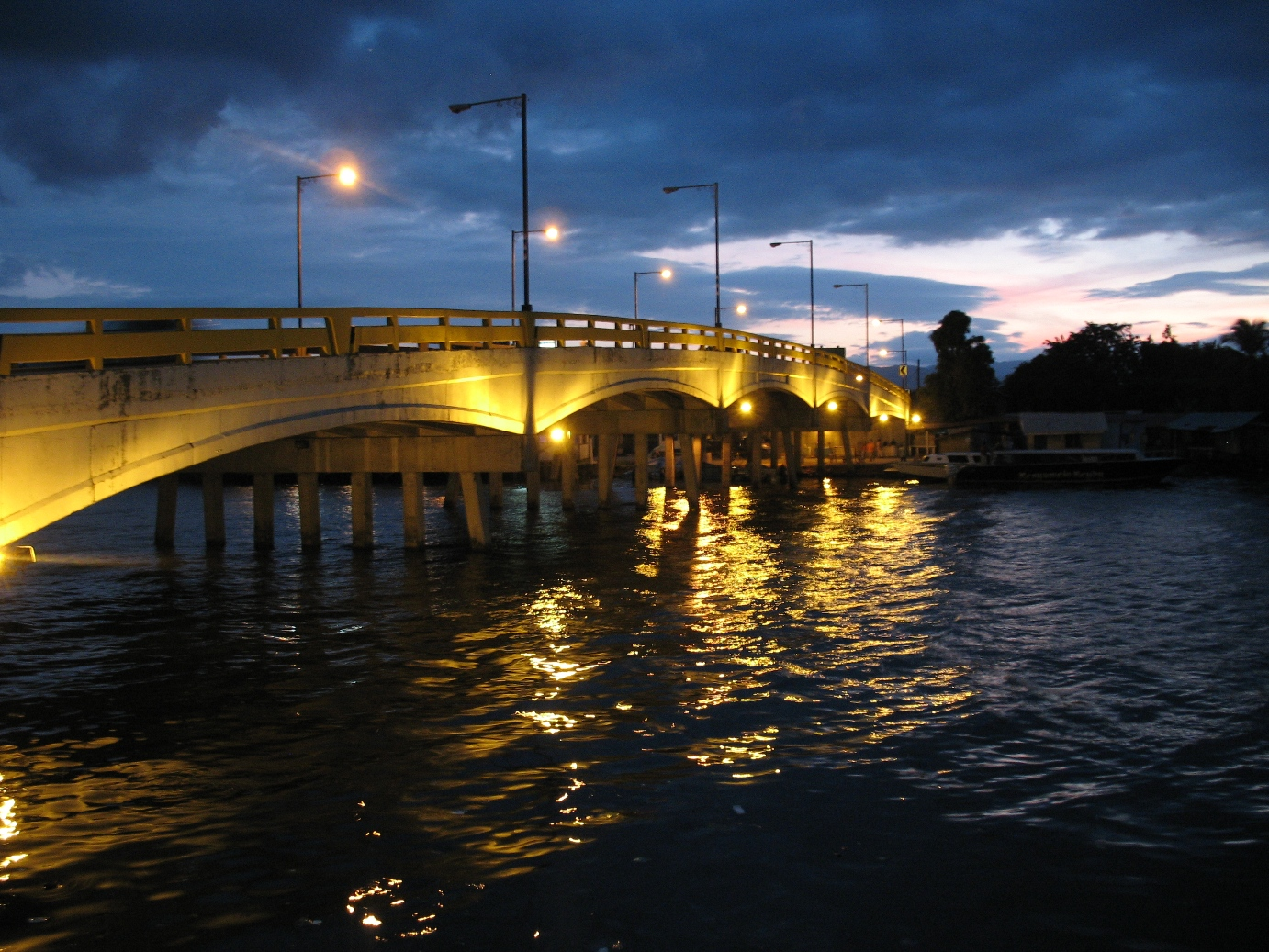
El Malecón, Puerto Cortés
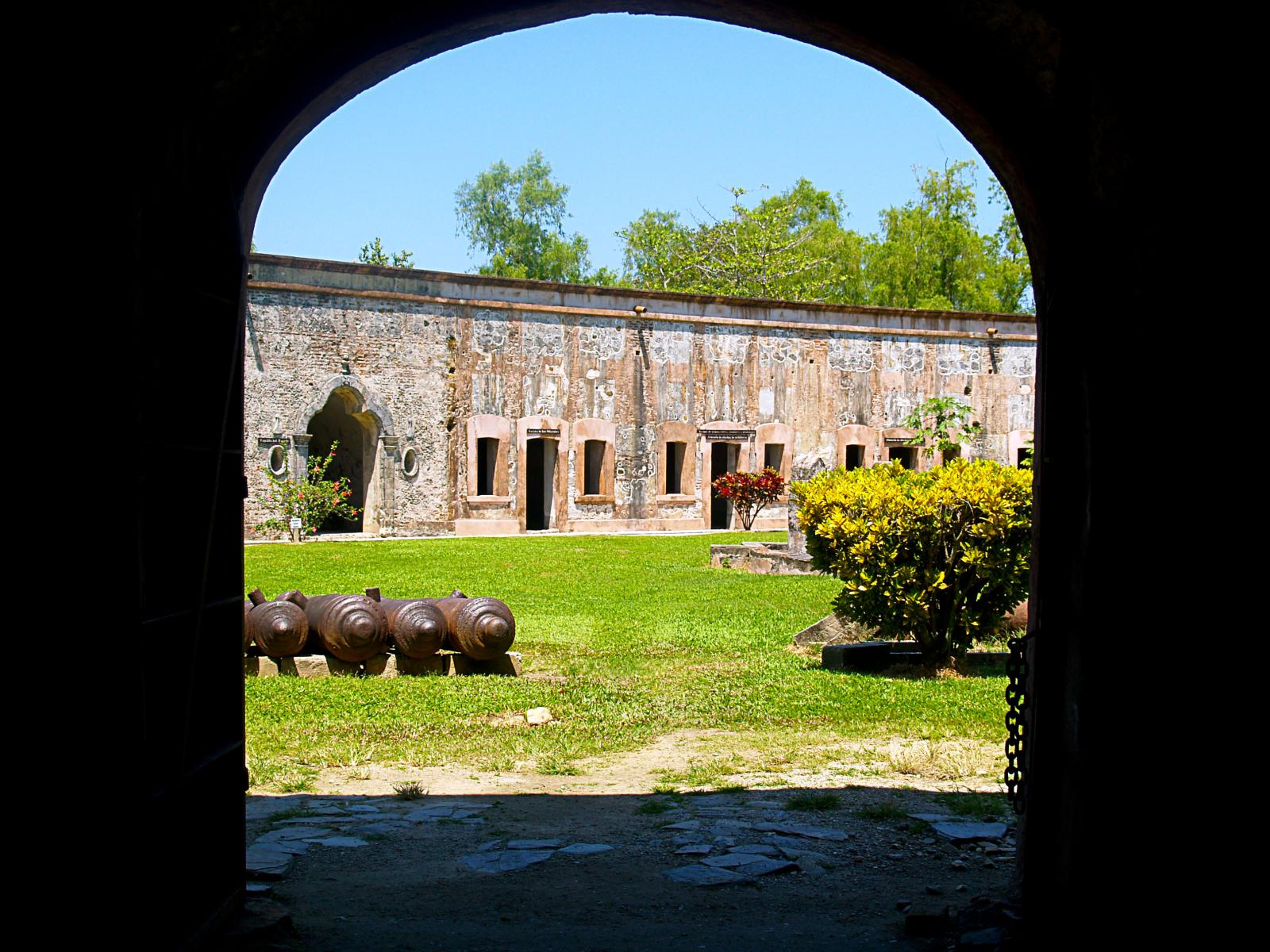
Fortaleza de San Fernando de Omoa
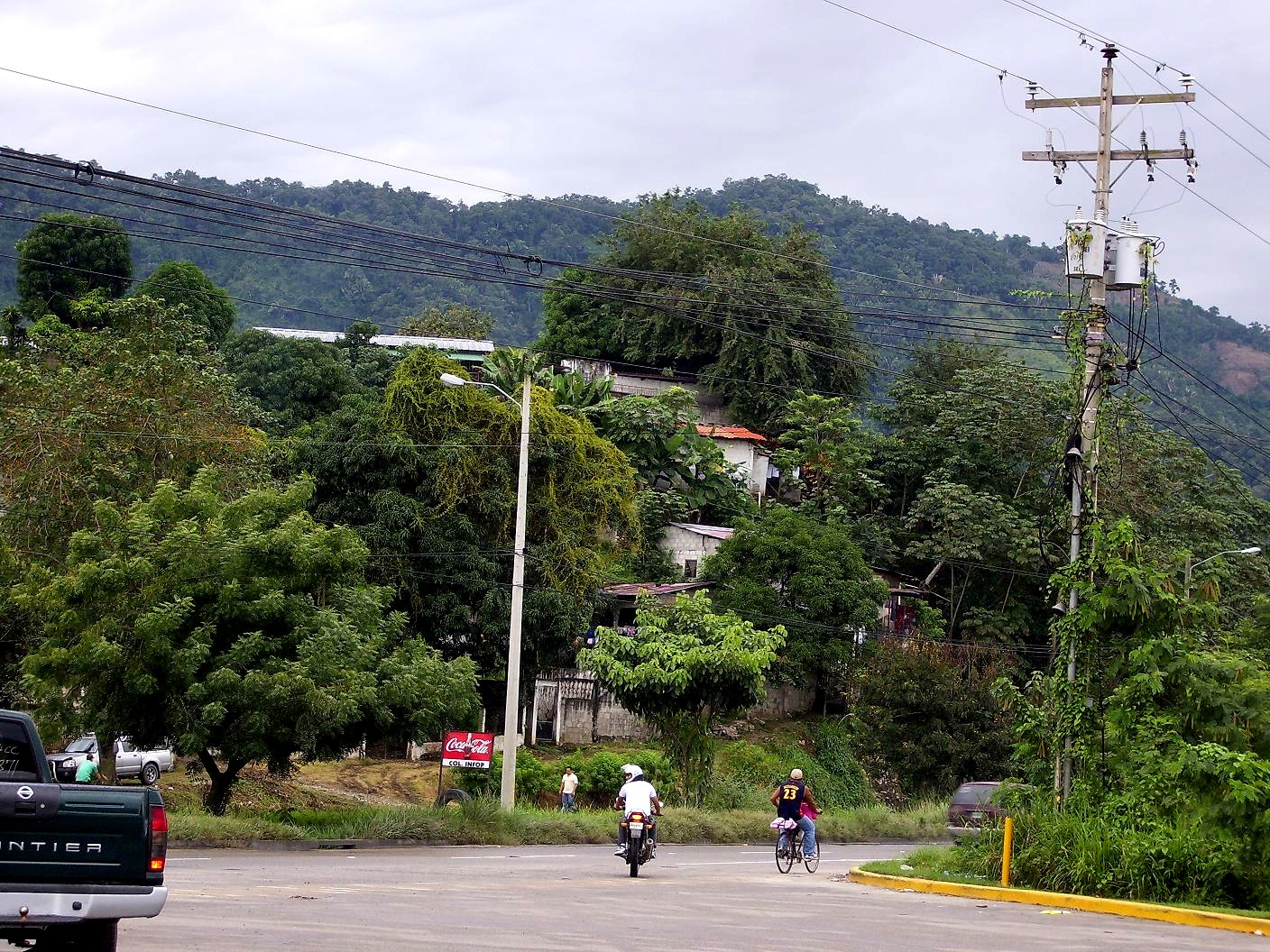
Afueras de Choloma
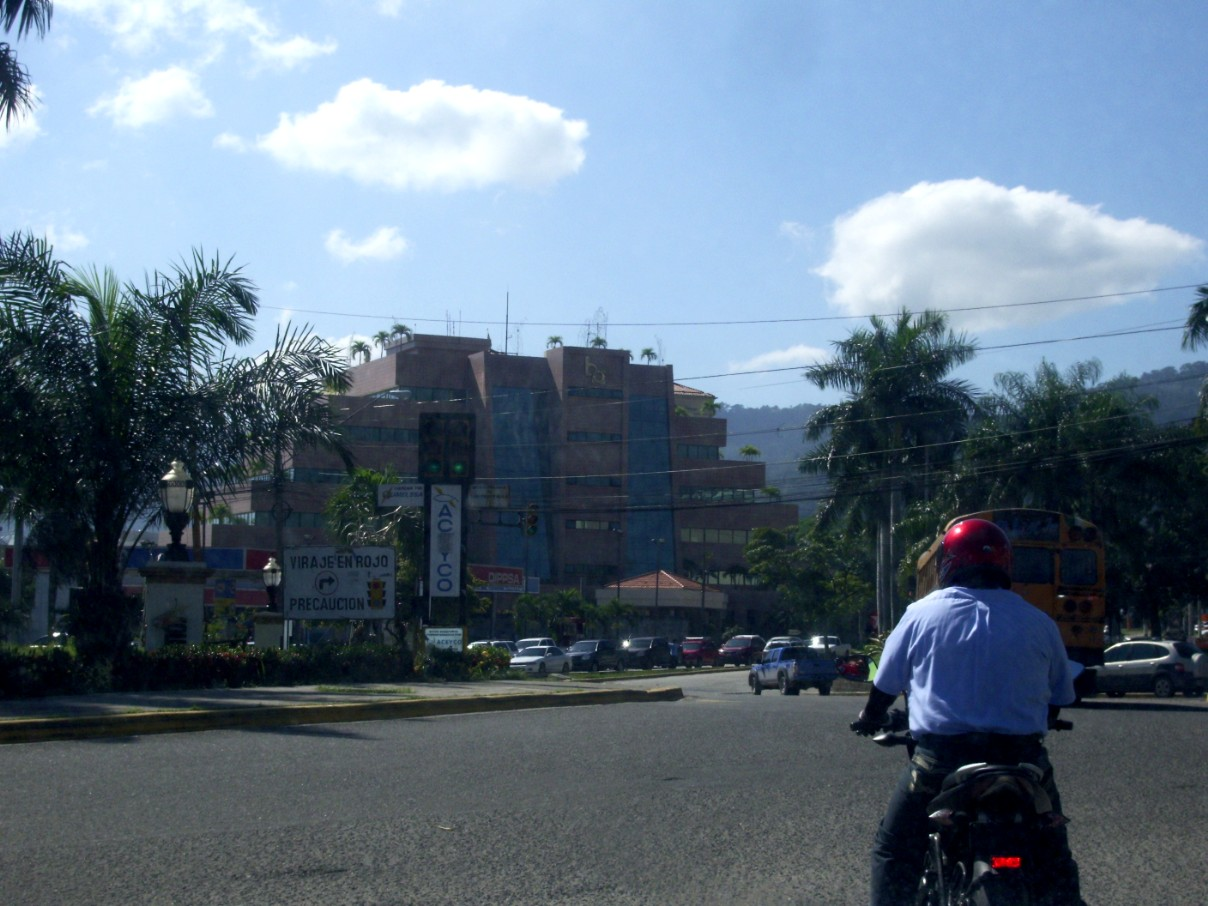
Calle céntrica de San Pedro Sula
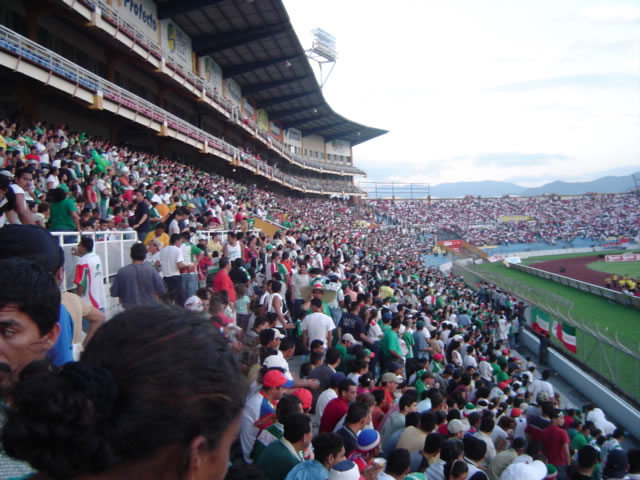
Evento deportivo
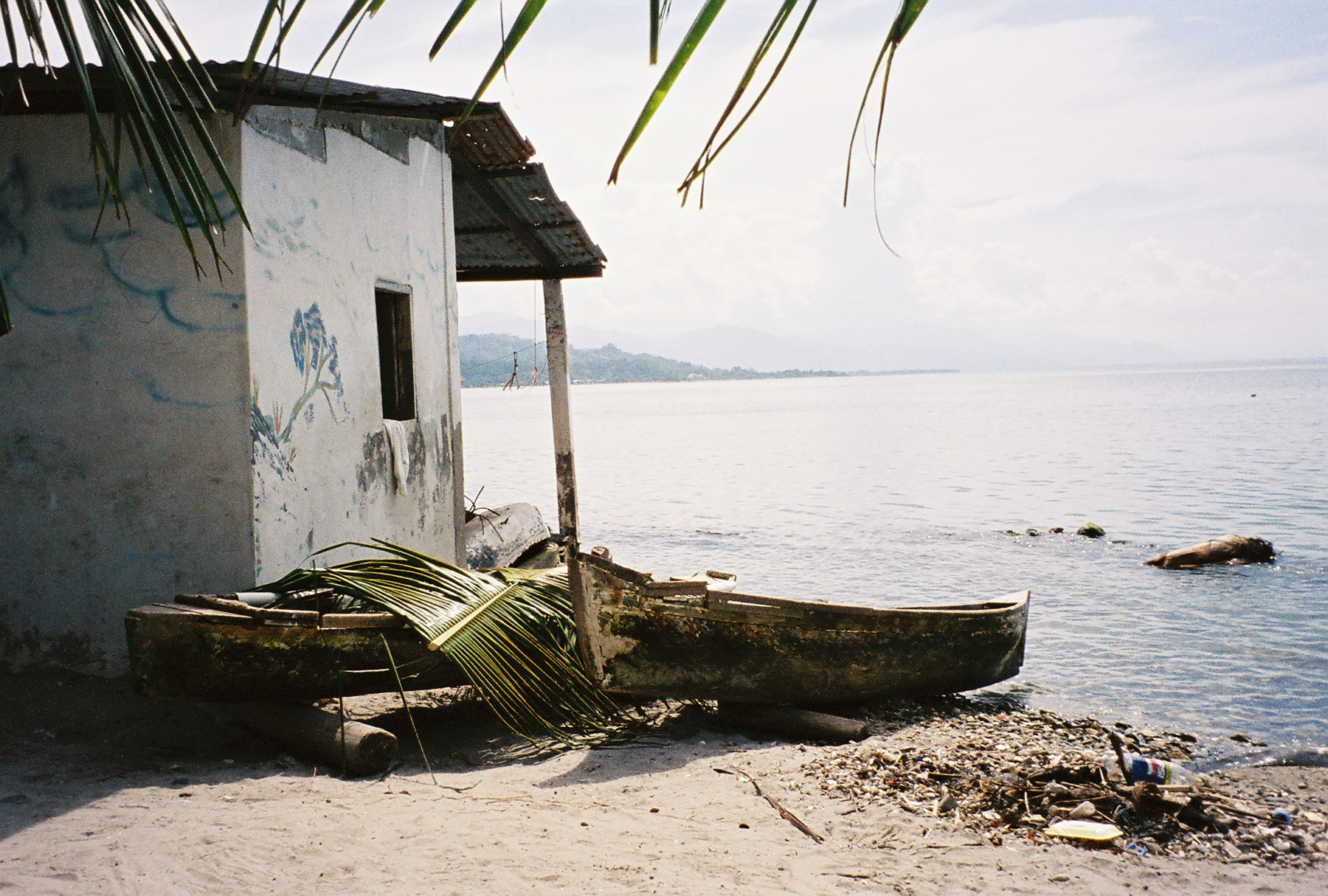
Casa junto al mar en Omoa
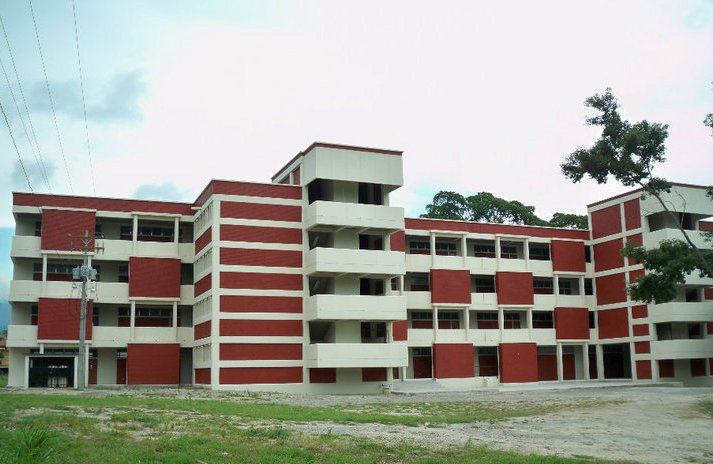
Universidad